# اس‌ام یوبی-۶۴

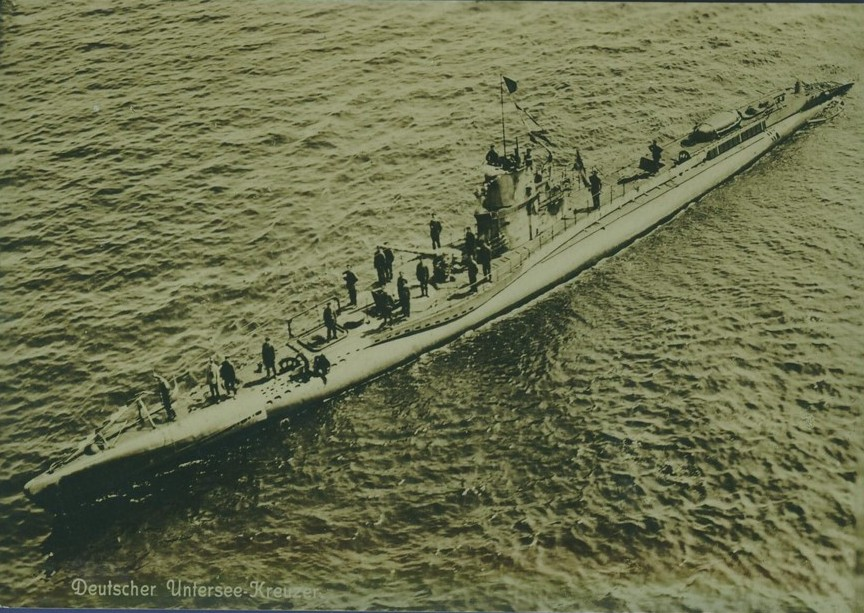
اس‌ام یوبی-۶۴

اس‌ام یوبی-۶۴ (به انگلیسی: SM UB-64) یک زیردریایی بود که طول آن ۵۵٫۵۲ متر (۱۸۲٫۲ فوت) بود. این زیردریایی در سال ۱۹۱۷ ساخته شد.